# Geoffrey Timms
Geoffrey Timms (* 16. Februar 1903 in Bradford, West Yorkshire; † 2. Dezember 1982 in Auckland, Neuseeland) war ein britischer Mathematiker und Kryptoanalytiker, der im Zweiten Weltkrieg in Bletchley Park an der Entzifferung der mit der Rotor-Chiffriermaschine Enigma verschlüsselten Funksprüche der Wehrmacht beteiligt war.

## Leben
Timms studierte Mathematik an der University of Leeds und schloss das Studium 1925 ab. Anschließend wechselte er an die University of Cambridge, wo er 1928 mit einer Arbeit zur Geometrie The Nodal Cubic Surfaces and the Surfaces From Which they are Derived by Projection bei Henry Frederick Baker promovierte.
1929 ging er an die University of St Andrews, wo er ab 1935 Dozent für Mathematik war. 1929 wurde er Mitglied der Edinburgh Mathematical Society. 1933 wurde er zum Mitglied (Fellow) der Royal Society of Edinburgh gewählt.
Während des Zweiten Weltkrieges war er in Bletchley Park an der Entzifferung der mit der Enigma-Chiffriermaschine verschlüsselten deutschen Funksprüche beteiligt. Nach Kriegsende wechselte er in das Government Communications Headquarters (GCHQ), wo er bis zu seiner Pensionierung 1968 tätig war. 1952 wurde er Mitglied des Order of the British Empire.